# French Kiss (film, 2011)
Pour les articles homonymes, voir French Kiss et French.
Pour plus de détails, voir Fiche technique et Distribution.
French Kiss est une comédie romantique québécoise, réalisée par Sylvain Archambault, sortie en 2011.

## Synopsis
Frédérik est un brillant homme d'affaires qui enchaîne les relations insignifiantes. Un jour, il rencontre par hasard Juliette, une bibliothécaire étourdie et solitaire, qu'il drague : « on s'est pas déjà vus quelque part ? ». Surprise ! Juliette reconnaît son ancien collègue Robert. Frédérik joue le jeu et se fait passer pour Robert afin de se rapprocher de Juliette. Ce faisant, sa perception des relations amoureuses est complètement bouleversée, au grand étonnement de son meilleur ami Elliot. Pour ne pas risquer de perdre Juliette, Fred entretient le mensonge, un malentendu qui peut sembler sans importance, mais qui rapidement devient incontrôlable.

## Fiche technique
- Titre : French Kiss
- Réalisation : Sylvain Archambault
- Scénario : José Fréchette
- Musique : Michel Corriveau
- Photographie : Marc Simpson-Threlford
- Montage : Yvann Thibaudeau
- Casting : Mike Migliara et Bruno Rosato
- Décors : Sylvain Gingras
- Direction artistique : Sylvain Gingras
- Costumes : Carmen Alie
- Production :
  - Producteurs : Luc Martineau et Lorraine Richard
  - Productrice exécutive : Martha Fernandez
- Société de production : Cité-Amérique
- Sociétés de distribution : TVA Films (Canada) et Attraction Distribution (monde)
- Pays d'origine :  Canada
- Langue : français
- Genre : Romance
- Durée : 84 minutes
- Tout public
- Date de sortie :
  - Canada : 11 mars 2011

## Distribution
- Claude Legault : Fred
- Céline Bonnier : Juliette
- Didier Lucien : Elliot
- Suzanne Champagne : Muguette
- Isabelle Guérard : Karine
- Stéphane Breton : Tom
- Raymond Cloutier : père de Juliette
- Igor Ovadis : Otto
- Martina Adamcová : Bibiana (as Martina Adamcova)
- Ruby Brown : Marike
- Jeanne Ostiguy : femme à l'imperméable
- Pierre Mailloux : homme au bermuda
- Moreno De Marchi : conférencier
- Mathieu Robillard : Lionel
- Luc-Martial Dagenais : serveur de la Queenoulle
- André Lanthier : Dubreuil